# Glycaspis froggatti
Glycaspis froggatti är en insektsart som beskrevs av Moore 1970. Glycaspis froggatti ingår i släktet Glycaspis och familjen rundbladloppor. Inga underarter finns listade i Catalogue of Life.